# جيمي ورك
جيمي ورك (بالإنجليزية: Jimmy Work)‏ هو كاتب أغاني أمريكي، ولد في 29 مارس 1924، وتوفي في 22 ديسمبر 2018.

## وصلات خارجية
- جيمي ورك على موقع IMDb (الإنجليزية)
- جيمي ورك على موقع ميوزك برينز (الإنجليزية)
- جيمي ورك على موقع ديسكوغز (الإنجليزية)